# 斯科特鎮區 (阿肯色州洛諾克縣)
斯科特鎮區（英語：Scott Township）是位於美國阿肯色州洛諾克縣的一個行政鎮區。

## 地方資料
斯科特鎮區的面積為54.32平方千米，當中陸地面積為52.54平方千米，而水域面積為1.78平方千米。根據2010年美國人口普查的數據，當地共有人口92人，而人口密度為每平方千米1.69人。